# 博士（工学）
博士（工学）（はくし こうがく）は、日本の学校教育制度における博士の学位であり、工学の各分野（機械工学、電気工学、情報工学、土木工学、建築工学、化学工学等）に関する学術を修めることにより授与されるものである。
1991年の学校教育法及び学位規則の改正により定められた。
1991年の制度改正以前の日本では工学分野の博士の学位として工学博士（こうがくはくし）の学位が授与されていた。制度改正以降では「博士」の後に（）書きで専攻分野を記載することとなり、工学分野では「博士（工学）」以外に学位を授与する大学(機関)により「「博士（情報科学）」、「博士（建築学）」、「博士（芸術工学）」、「博士（国際情報通信学）」」等とされることがある。
工学博士は、1887年（明治20年）制定の学位令において、文部大臣より授与される5種類の博士のうちの1つとして定められた。
英語表記では、Doctor of Philosophy in Engineering (Ph.D. in Engineering) とする場合（筑波大学など）や、Doctor of Engineeringとする場合（明治大学など）がある。